# Crusinallo
Crusinallo is een plaats (frazione) in de Italiaanse gemeente Omegna. Het ligt in de provincie Verbano-Cusio-Ossola van de regio Piemonte. De grens van Crusinallo in het oosten en zuiden is de rivier Strona (een zijrivier van de Toce) en in het westen het woud van Alpe Colla.
Het designbedrijf Alessi heeft er zijn maatschappelijke zetel en metaalfabriek.